# 何志偉
何 志偉（か しい、ホー ジーウェイ、1982年〈民国71年〉5月14日 - ）は、中華民国（台湾）の政治家。民主進歩党所属の元立法委員。

## 経歴
1982年にアメリカで生まれた。
2010年にアメリカ国籍を放棄し、台北市議会議員選挙に出馬、初当選した。その後再選され、2期務めた。
2018年、台北市第二選挙区の姚文智が立法委員を辞職することに伴い、翌年1月27日に行われた補欠選挙で当選した。
2020年の第10回立法委員選挙では同選挙区最多得票数の123,652票で再選された。
2023年、翌年の立法委員選挙の台北市第二選挙区の党内予備選挙で王世堅に敗れた。
2024年5月20日、頼清徳総統から総統府副秘書長に任命された。

## 選挙記録
| 年度 | 選挙                  | 選挙区           | 所属政党   | 得票数  | 得票率 | 当選  | 注釈  |
| ---- | --------------------- | ---------------- | ---------- | ------- | ------ | ----- | ----- |
| 2010 | 第11回台北市議員選挙  | 第一選挙区       | 民主進歩党 | 16,433  | 5.51%  |       | [ 3 ] |
| 2014 | 第12回台北市議員選挙  | 第一選挙区       | 民主進歩党 | 26,283  | 8.60%  | [ 4 ] |       |
| 2019 | 第9回立法委員補欠選挙 | 台北市第二選挙区 | 民主進歩党 | 38,591  | 47.76% | [ 5 ] |       |
| 2020 | 第10回立法委員選挙    | 台北市第二選挙区 | 民主進歩党 | 123,652 | 62.87% | [ 6 ] |       |